# NGC 2185
NGC 2185 (другое обозначение — LBN 997) — отражательная туманность в созвездии Единорога. Открыта Уильямом Гершелем в 1784 году. Объект был открыт Гершелем именно как туманность, а видимые на её фоне несколько звезд он посчитал не относящимися к объекту, хотя обычно он придерживался мнения, что такая проекция двух объектов одного на другой слишком маловероятна для случайного совпадения. Туманность расположена в молекулярном облаке Единорог R2 во внешнем спиральном рукаве Млечного Пути.
При 23-кратном увеличении объект выглядит как комета 11-й величины с двумя ядрами: восточное, более яркое, — NGC 2185; западное, более тусклое, — NGC 2183.
Этот объект входит в число перечисленных в оригинальной редакции «Нового общего каталога».